# Trichosaundersia rufopilosa
Trichosaundersia rufopilosa är en tvåvingeart som först beskrevs av Wulp 1888.  Trichosaundersia rufopilosa ingår i släktet Trichosaundersia och familjen parasitflugor.
Artens utbredningsområde är Costa Rica. Inga underarter finns listade i Catalogue of Life.